# 1. Garde-Division (Deutsches Kaiserreich)

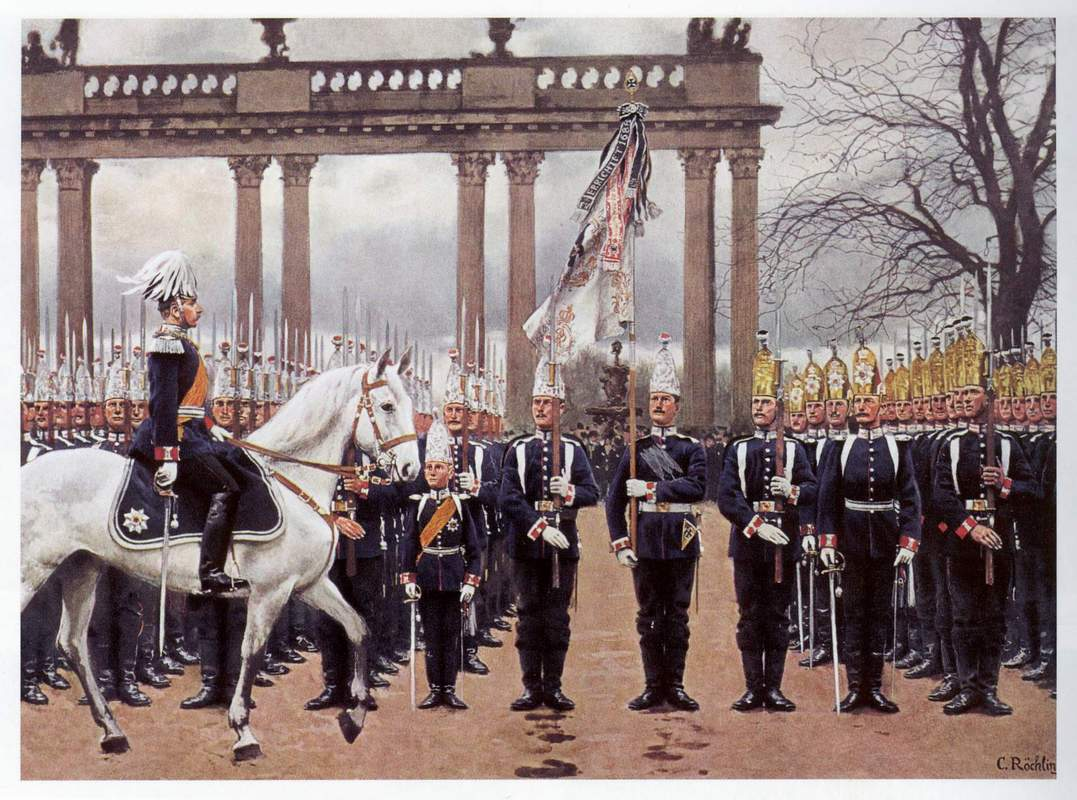
1. Garde-Regiment zu Fuß (Gemälde von Carl Röchling, 1894)

Die 1. Garde-Division, für die Dauer des mobilen Verhältnisses auch als 1. Garde-Infanterie-Division bezeichnet, war ein Großverband der Preußischen Armee.

## Geschichte
Die Division ging aus der während den Befreiungskriegen am 19. Juni 1813 gebildeten Reserve-Brigade des II. Armee-Korps hervor. Der eigentliche Gründungstermin ist der 5. September 1818. Bis 1837 lag das Kommando in Berlin, dann bis 1864 in Potsdam und anschließend bis zu seiner Auflösung im Jahre 1919 wieder in Berlin. Sie war Teil des Gardekorps.

### Gliederung

#### Friedensgliederung 1914
- 1. Garde-Infanterie-Brigade in Potsdam
  - 1. Garde-Regiment zu Fuß in Potsdam
  - 3. Garde-Regiment zu Fuß in Potsdam
  - Garde-Jäger-Bataillon in Potsdam
  - Lehr-Infanterie-Bataillon in Potsdam
  - 1. Garde-Landwehr-Regiment in Königsberg (I. Bataillon) und Graudenz (II.)
  - 3. Garde-Landwehr-Regiment in Hannover (I.) und Schleswig (II.)
- 2. Garde-Infanterie-Brigade in Potsdam
  - 2. Garde-Regiment zu Fuß in Berlin
  - Garde-Füsilier-Regiment in Berlin
  - 4. Garde-Regiment zu Fuß in Berlin
  - 2. Garde-Landwehr-Regiment in Berlin (I.) und Stettin (II.)
  - 4. Garde-Landwehr-Regiment in Magdeburg (I.) und Cottbus (II.)
  - Garde-Landwehr-Füsilier-Regiment in Frankfurt am Main (I.) und Wiesbaden (II.)
- 1. Garde-Feldartillerie-Brigade in Potsdam
  - 1. Garde-Feldartillerie-Regiment in Berlin
  - 3. Garde-Feldartillerie-Regiment in Berlin und Beeskow

#### Kriegsgliederung bei Mobilmachung 1914
- 1. Garde-Infanterie-Brigade
  - 1. Garde-Regiment zu Fuß
  - 3. Garde-Regiment zu Fuß
  - Garde-Jäger-Bataillon
- 2. Garde-Infanterie-Brigade
  - 2. Garde-Regiment zu Fuß
  - 4. Garde-Regiment zu Fuß
- Leib-Garde-Husaren-Regiment

- 1. Garde-Feldartillerie-Brigade
  - 1. Garde-Feldartillerie-Regiment
  - 3. Garde-Feldartillerie-Regiment
- 1. Kompanie/Garde-Pionier-Bataillon

#### Kriegsgliederung vom 3. Mai 1918
- 1. Garde-Infanterie-Brigade
  - 1. Garde-Regiment zu Fuß
  - 2. Garde-Regiment zu Fuß
  - 4. Garde-Regiment zu Fuß
  - MG-Scharfschützen-Abteilung Nr. 8
  - 3. Eskadron/Leib-Garde-Husaren-Regiment
- Garde-Artillerie-Kommandeur Nr. 1
  - 1. Garde-Feldartillerie-Regiment
  - I. Bataillon/Garde-Fußartillerie-Regiment
- Garde-Pionier-Bataillon
- Garde-Divisions-Nachrichten-Kommandeur Nr. 1

### Gefechtskalender

#### 1914
- 19. August – Gefecht bei Héron
- 23. bis 24. August – Schlacht bei Namur/Charleroi
- 26. August – Gefecht bei Fourmies
- 29. bis 30. August – Schlacht bei St. Quentin
- 05. September – Gefecht bei Vert-la-Gravelle
- 06. bis 9. September – Schlacht am Petit-Morin
- 12. September bis 1. Oktober – Kämpfe bei Reims
  - 17. September – Eroberung von La Ville-aux-Bois
  - 30. September – Kämpfe bei Reims
- 01. bis 13. Oktober – Schlacht bei Arras
- 13. Oktober bis 13. Dezember – Stellungskämpfe in Flandern und Artois
  - 30. Oktober bis 24. November – Schlacht bei Ypern
- ab 5. Dezember – Stellungskämpfe in Flandern und Artois

#### 1915
- bis 20. Februar – Stellungskämpfe in Flandern und Artois
- 21. Februar bis 20. März – Winterschlacht in der Champagne
- 21. bis 28. März – Stellungskämpfe in der Champagne
- 31. März bis 20. April – Reserve der OHL bei Colmar und Schlettstadt
- 20. bis 25. April – Abtransport an die Ostfront
- 01. bis 3. Mai – Schlacht von Gorlice-Tarnow
- 04. bis 23. Mai – Verfolgungskämpfe nach der Schlacht von Gorlice-Tarnow
- 15. Mai bis 13. Juni – Kämpfe um Przemyśl
  - 16. bis 23. Mai – Übergang über den San
  - 24. bis 26. Mai – Kämpfe bei Radymno und am San
  - 27. Mai bis 4. Juni – Kämpfe am Brückenkopf von Jaroslaw
- 12. bis 15. Juni – Durchbruchsschlacht von Lubaczow
- 17. bis 22. Juni – Schlacht bei Lemberg
- 22. Juni bis 17. Juli – Verfolgungskämpfe an der galizisch-polnischen Grenze
- 16. bis 18. Juli – Durchbruchsschlacht von Krasnostaw
- 19. bis 28. Juli – Kämpfe im Anschluss an die Durchbruchsschlacht von Krasnostaw
- 29. bis 30. Juli – Durchbruchsschlacht von Biskupice
- 31. Juli bis 19. August – Verfolgungskämpfe vom Wieprz bis zum Bug
- 19. August bis 20. September – Verfolgungskämpfe zwischen Bug und Jasiolda
- 20. bis 25. September – Abtransport an die Westfront
- 25. September bis 13. Oktober – Herbstschlacht bei La Bassée und Arras
- 14. bis 18. Oktober – Stellungskämpfe in Flandern und Artois
- ab 17. Oktober – Stellungskämpfe bei Roye-Noyon

#### 1916
- bis 24. Juli – Stellungskämpfe bei Roye-Noyon
  - 21. Januar bis 17. Februar – Kämpfe von Frise
- 24. Juli bis 7. September – Schlacht an der Somme
- 11. September bis 1. November – Stellungskämpfe bei Roye-Noyon
- 05. bis 26. November – Schlacht an der Somme
- ab 27. November – Stellungskämpfe an der Somme

#### 1917
- bis 11. Februar – Stellungskämpfe an der Somme
- 16. April bis 18. Mai – Doppelschlacht Aisne-Champagne
- 19. Mai bis 27. Juni – Stellungskämpfe in den Argonnen
  - 28. Mai bis 25. Juni – Stellungskämpfe bei Reims
- 27. Juni bis 5. Juli – Reserve der OHL und Abtransport an die Ostfront
- 07. bis 18. Juli – Stellungskämpfe östlich Zloczow
- 19. bis 28. Juli – Durchbruchsschlacht in Ostgalizien
  - 19. Juli – Durchbruch bei Harbuzow-Zwyzyn
  - 20. Juli – Kämpfe bei Zalozce-Bialoglowy
  - 21. Juli – Durchbruch bei Worobijowka-Hladki
  - 24. bis 25. Juli – Tarnopol
- 29. Juli bis 14. August – Stellungskämpfe am Sereth
- 14. August bis 1. September – Reserve der OHL und der 8. Armee
- 01. bis 5. September – Schlacht um Riga
  - 2. September – Kämpfe am Kleinen Jägel
  - 2. September – Übergang über den Kleinen Jägel bei Draggun
  - 3. September – Kämpfe am Großen Jägel
  - 4. September – Verfolgungsgefechte in Richtung der Straße Riga-Wenden
- 06. September bis 9. Oktober – Stellungskämpfe nördlich der Düna
- 09. bis 11. Oktober – Abtransport an die Westfront
- ab 17. Oktober – Stellungskämpfe bei Reims

#### 1918
- bis 25. Januar – Stellungskämpfe bei Reims
- 26. Januar bis 14. März – Reserve der OHL im Raum der 1. Armee
- 14. bis 20. März – Ruhezeit hinter der 18. Armee
- 21. März bis 6. April – Große Schlacht in Frankreich
  - 21. bis 22. März – Durchbruchsschlacht bei St.-Quentin
  - 23. bis 24. März – Kämpfe beim Übergang über die Somme und den Crozat-Kanal zwischen St. Christ und Tergnier
  - 25. bis 31. März – Verfolgungskämpfe bis Montdidier-Noyon
- 07. April bis 1. Mai – Kämpfe an der Avre, bei Montdidier und bei Noyon
- 01. bis 26. Mai – Stellungskämpfe nördlich der Ailette
- 27. Mai bis 13. Juni – Schlacht bei Soissons und Reims
  - 27. Mai – Erstürmung der Höhen des Chemin des Dames
  - 28. Mai bis 1. Juni – Verfolgungskämpfe zwischen Oise und Aisne und über die Vesle bis zur Marne
  - 30. Mai bis 13. Juni – Angriffskämpfe westlich und südwestlich von Soissons
- 14. Juni bis 4. Juli – Stellungskämpfe zwischen Oise, Aisne und Marne
- 05. bis 14. Juli – Stellungskämpfe zwischen Aisne und Marne
- 15. bis 17. Juli – Angriffsschlacht an der Marne und in der Champagne
- 18. bis 25. Juli – Abwehrschlacht zwischen Soissons und Reims
- 26. Juli bis 3. August – Bewegliche Abwehrschlacht zwischen Marne und Vesle
- 17. August bis 4. September – Abwehrschlacht zwischen Oise und Aisne
- 05. bis 8. September – Kämpfe vor der Siegfriedstellung
- 16. bis 25. September – Stellungskämpfe in den Argonnen
- 26. September bis 11. November – Abwehrschlacht in der Champagne und an der Maas
  - 10. bis 12. Oktober – Kämpfe vor der Hunding- und Brunhildfront
  - 13. bis 17. Oktober – Kämpfe an der Aisne und Aire
  - 18. bis 23. Oktober – Schlacht bei Vouziers
  - 24. bis 31. Oktober – Kämpfe an der Aisne und Aire
  - 1. bis 4. November – Kämpfe zwischen Aisne und Maas
  - 5. bis 11. November – Rückzugskämpfe vor der Antwerpen-Maas-Stellung
- 11. November – Waffenstillstand an der Westfront
- ab 12. November – Beginn der Räumung des besetzten Gebiets und Rückmarsch in die Heimat

## Kommandeure
| Dienstgrad                   | Name                                      | Datum                                                 |
| ---------------------------- | ----------------------------------------- | ----------------------------------------------------- |
| Oberst                       | Ernst Ludwig von Tippelskirch             | 19. Juni bis 8. August 1813                           |
|                              | Unbesetzt                                 | 09. August 1813 bis 4. September 1816                 |
| Generalmajor                 | Johann Friedrich Karl II. von Alvensleben | 05. September 1816 bis 30. April 1820                 |
| Generalmajor/Generalleutnant | Wilhelm von Preußen                       | 01. Mai 1820 bis 29. März 1838                        |
| Generalmajor/Generalleutnant | Eugen Maximilian von Roeder               | 30. März 1838 bis 28. Februar 1843                    |
| Generalmajor/Generalleutnant | Karl von Prittwitz                        | 01. März 1843 bis 3. Dezember 1849                    |
| Generalleutnant              | Johann Carl von Möllendorff               | 04. Dezember 1849 bis 18. Februar 1857                |
| Generalleutnant              | Friedrich Karl Nikolaus von Preußen       | 19. Februar bis 18. September 1857                    |
| Generalmajor/Generalleutnant | Adolf von Bonin                           | 19. September 1857 bis 13. Juni 1859                  |
| Generalleutnant              | Friedrich Wilhelm von Preußen             | 14. Juni 1859 bis 18. Dezember 1863                   |
| Generalmajor                 | Julius von Loewenfeld                     | 19. Dezember 1863 bis 17. Mai 1864 (in Vertretung)    |
| Generalleutnant              | Otto von der Mülbe                        | 18. Mai 1864 bis 10. Oktober 1865                     |
| Generalleutnant              | Wilhelm Hiller von Gärtringen             | 04. Januar bis 3. Juli 1866                           |
| Generalmajor/Generalleutnant | Constantin von Alvensleben                | 03. Juli 1866 bis 17. Juli 1870                       |
| Generalleutnant              | Alexander von Pape                        | 18. Juli 1870 bis 7. Februar 1880                     |
| Generalleutnant              | Ewald von Kleist                          | 08. Februar 1880 bis 31. Mai 1885                     |
| Generalleutnant              | Sigismund von Schlichting                 | 01. Juni 1885 bis 9. August 1888                      |
| Generalleutnant              | Ludwig von Sobbe                          | 10. August 1888 bis 3. November 1890                  |
| Generalleutnant              | Albert von Holleben                       | 04. November 1890 bis 17. April 1893                  |
| Generalleutnant              | Hermann Blecken von Schmeling             | 18. April 1893 bis 17. August 1894                    |
| Generalleutnant              | Richard von Klitzing                      | 18. August 1894 bis 31. August 1897                   |
| Generalleutnant              | Ernst von Bülow                           | 01. September 1897 bis 26. Januar 1900                |
| Generalleutnant              | Gustav von Kessel                         | 27. Januar 1900 bis 26. Januar 1902                   |
| Generalleutnant              | Helmuth von Moltke                        | 27. Januar 1902 bis 15. Februar 1904                  |
| Generalleutnant              | Alfred von Loewenfeld                     | 16. Februar 1904 bis 8. Februar 1908                  |
| Generalmajor                 | Fritz von Below                           | 09. bis 17. Februar 1908 (mit der Führung beauftragt) |
| Generalleutnant              | Fritz von Below                           | 18. Februar 1908 bis 30. September 1912               |
| Generalleutnant              | Alfred von Larisch                        | 01. Oktober bis 18. November 1912                     |
| Generalleutnant              | Oskar von Hutier                          | 19. November 1912 bis 3. April 1915                   |
| Generalmajor                 | Eitel Friedrich von Preußen               | 04. April 1915 bis 11. Oktober 1918                   |
| Generalmajor                 | Eduard von Jena                           | 12. Oktober 1918 bis 5. Februar 1919                  |
| Generalmajor                 | Georg Mühry                               | 06. Februar bis 30. April 1919                        |